# ألكسندر كوردل
ألكسندر كوردل (بالإنجليزية: Alexander Cordell)‏ (9 سبتمبر 1914، كولمبو في سريلانكا - 13 نوفمبر 1997 في المملكة المتحدة)؛ كاتب وروائي بريطاني.